# Сан Габријеле (Терамо)
Сан Габријеле (итал. San Gabriele) је насеље у Италији у округу Терамо, региону Абруцо.
Према процени из 2011. у насељу је живело 29 становника. Насеље се налази на надморској висини од 333 м.